# Valea Giogești
Valea Giogești – wieś w Rumunii, w okręgu Alba, w gminie Mogoș. W 2011 roku liczyła 30 mieszkańców.